# TC-PAM
TC-PAM (Trellis Coded Pulse Amplitude Modulation)
Современный тип кодирования TC-PAM обладает наилучшими на сегодняшний день характеристиками дальности и электромагнитной совместимости при работе на однопарных абонентских линиях. TC-PAM расшифровывается как Trellis Coded Pulse Amplitude Modulation (амплитудно-импульсная модуляция с треллис-кодированием). Суть данного метода кодировки состоит в увеличении числа уровней (кодовых состояний) с 4 (как в 2B1Q) до 16 и применении специального механизма коррекции ошибок.
Технология TC-PAM лежит в основе первого всемирного стандарта ITU на высокоскоростную симметричную передачу по одной паре – G.shdsl. Первая технология TC-PAM позволяет выбирать линейную скорость в диапазоне от 192 кбит/с до 2,3 Мбит/с (шаг 8 кбит/с) имеет более узкий частотный спектр, чем предшественник 2B1Q. Таким образом, обеспечивается большая дальность работы и электромагнитная совместимость с другими DSL-технологиями, такими как ISDN или ADSL и G.lite.

TC-PAM16 также известен как 4B1H, потому что использует 16 уровней для представления 4 бинарных цифр, 4 двоичных 1 шестнадцатеричный. 

Применение более высоких скоростей согласовано с ITU-T G.991.2.bis.

В настоящий момент лучшим является кодирование TC-PAM-64/128, данное кодирование обеспечивает дистанцию передачи больше ADSL/VDSL.

Допустимый диапазон скоростей при линейном кодировании рекомендациям ITU-T G.991.2.bis:

- TC-PAM16  -  192 - 3840 Кбит/сек

- TC-PAM32  -  768 - 5696 Кбит/сек

- TC-PAM64  -  256 - ххххх Кбит/сек

- TC-PAM128 - 5696 - ххххх Кбит/сек

TC-PAM расшифровывается как Trellis Coded Pulse Amplitude Modulation (импульсная амплитудная модуляция с треллис-кодированием) 16-уровневая модуляция PAM (Pulse Amplitude Modulation). Выбранный способ модуляции PAM-16 обеспечивает передачу трёх бит полезной информации и дополнительного бита (кодирование для защиты от ошибок) в одном символе. Хорошо известная 2B1Q  —  это тоже модуляция PAM, но четырёхуровневая.  Использование решетчатых (Trellis) кодов за счет введения избыточности передаваемых данных позволили снизить вероятность ошибок. Результирующая система получила название TC-PAM (Trellis coded PAM).

Модуляция TC-PAM отличается от широко применяемых сегодня видов модуляции 2B1Q и  CAP улучшенной 
```
спектральной и электромагнитной совместимостью с сигналами,  наиболее часто передаваемыми по многопарным 
телефонным кабелям, включая аналоговую телефонию, аналоговые модемы,  ISDN, и др. Кроме этого,  модуляция 
TC-PAM обеспечивает дальность передачи приблизительно на 10% больше, чем CAP, и на 20% больше,  чем 2B1Q. 
Отличается повышенной устойчивостью к помехам в линии, и, следовательно, приводит к  увеличению дальности
работы модемов без применения дополнительных репитеров.
```

Технология TC-PAM лежит в основе первого всемирного стандарта ITU на высокоскоростную симметричную 
передачу по одной паре - G.shdsl. Позволяет выбирать линейную скорость в  диапазоне от 144 кбит/с до 
```
2,3 Мбит/с (шаг 8 кбит/с), имеет более узкий частотный спектр,  чем предшественники (
2B1Q
 и CAP). Таким 
образом, обеспечивается большая дальность работы и электромагнитная совместимость с другими DSL-технологиями, 
такими как ISDN или ADSL и G.lite.
```

Тип кодирования TC-PAM обладает наилучшими на сегодняшний день характеристиками дальности и 
```
электромагнитной совместимости при работе на однопарных абонентских линиях. Суть данного метода кодировки 
состоит в увеличении числа уровней (кодовых состояний) с 4 (как в 2B1Q) до 16 и  применении специального 
механизма коррекции ошибок.
```

Линейные процессоры с TC-PAM могут использоваться для создания систем передачи между оборудованием 
```
мультиплексирования, маршрутизации и кросс коммутации в сетях различного назначения, а именно: 
- для организации каналов Е1 (2048 кбит/с)  между АТС,  оборудованием абонентского выноса, TDM -
мультиплексирования и базовыми станциями мобильных сетей, а также подключения их к сетям SDH; 
- для организации высокоскоростных каналов связи в  сетях передачи данных и соединения узлов доступа 
Internet-провайдеров; 
- для объединения распределённых сегментов IP и IPX-сетей и т. д.
```

Существенное ограничение спектра сигнала передаваемого в линию по сравнению с 2B1Q, как в  области 
высоких, так и низких частот объясняет основные преимущества оборудования, использующего модуляцию TC-PAM:
```
- повышение дальности работы, обусловленное тем, что более низкочастотный (по сравнению с  
2B1Q
) сигнал 
меньше ослабляется кабельной линией; 

- благодаря отсутствию в  спектре высокочастотных составляющих, обеспечивается нечувствительность к 
высокочастотным и импульсным шумам, радиоинтерференции, значительное снижение перекрёстных наводок; 
- отсутствие взаимовлияния в низкочастотной части спектра, традиционно используемой для аналоговой передачи
телефонных разговоров и сигнализации. Выходная мощность в 5 раз ниже чем у 
2B1Q
 (1-3 мВт) 
- нечувствительность к низкочастотным наводкам от силовых установок и электрических сетей.
```

	Преимущества оборудования передачи, использующего TC-PAM кодирование сигнала, обеспечивают:
```
- увеличение количества каналов, организуемых на тех же парах на том же расстоянии в 3 раза;
- высокая помехозащищённость при работе по воздушным линиям.
```